# Chloroclystis marmorata
Mesocolpia marmorata là một loài bướm đêm trong họ Geometridae.